# Handroanthus impetiginosus
Handroanthus impetiginosus, comumente conhecida como ipê-roxo, é uma árvore da América do Sul, conhecida pela utilização medicinal e como madeira de lei.
Deve-se salientar que ipê-roxo é um nome popular, e não reflete a verdadeira cor das flores, que vai de um rosa intenso ou magenta, até um rosa claro. Não existem ipês com flores verdadeiramente roxas.
Há alguns autores que classificam a Handroanthus impetiginosus e a Handroanthus avellanedae como fazendo parte da mesma espécie, mas há discordância entre os botânicos brasileiros.

Há uma espécie conhecida como ipê-rosa, ipê-roxo-de-sete-folhas e também ipê-roxo, com flores de cor semelhante (rosa), que corresponde à espécie Handroanthus heptaphyllus, a qual facilmente se diferencia do ipê-roxo devido às suas folhas compostas (5-7) foliadas.
O ipê-roxo não corre risco de extinção.

## Nomenclatura vernácula
Além de ipê-roxo, esta árvore dá ainda pelos seguintes nomes comuns: piúva, pau-d’arco (não confundir com as espécies da família das Bignoniáceas, do género Tabebuia, que consigo partilham este nome comum), pau-d’arco-roxo, piúna, ipê-roxo-de-bola, ipê-una, ipê-roxo-grande, ipê-de-minas e piúna-roxa.

## Ocorrência
É originária da Mata Atlântica brasileira, encontrada tanto na floresta pluvial atlântica como na semidecidual. Por vezes ocorre também no Cerrado. Sendo nativa dos estados brasileiros do Acre, Pará, Maranhão, Piauí, Ceará, Rio Grande do Norte, Paraíba, Pernambuco, Bahia, Mato Grosso, Mato Grosso do Sul, Minas Gerais, Goiás, Rio de Janeiro e São Paulo; e no Distrito Federal.
Ocorre também na Argentina, Bolívia, Colômbia, Guiana Francesa, Paraguai, Peru, Suriname e Venezuela, na América do Sul; em El Salvador, Costa Rica, Guatemala, Honduras, Nicarágua e Panamá, na América Central, e no México (América do Norte).
É encontrada em matas ciliares no Cerrado, e em áreas perto de rios.

## Características
Árvore decídua, de crescimento rápido, com altura de 8 a 12 m, pode chegar aos 30 m no interior da mata. Ocupa na mata primária o dossel superior.
As folhas são compostas com 5 folíolos grandes, como a maioria dos ipês. São coriáceas ou subcoriáceas.

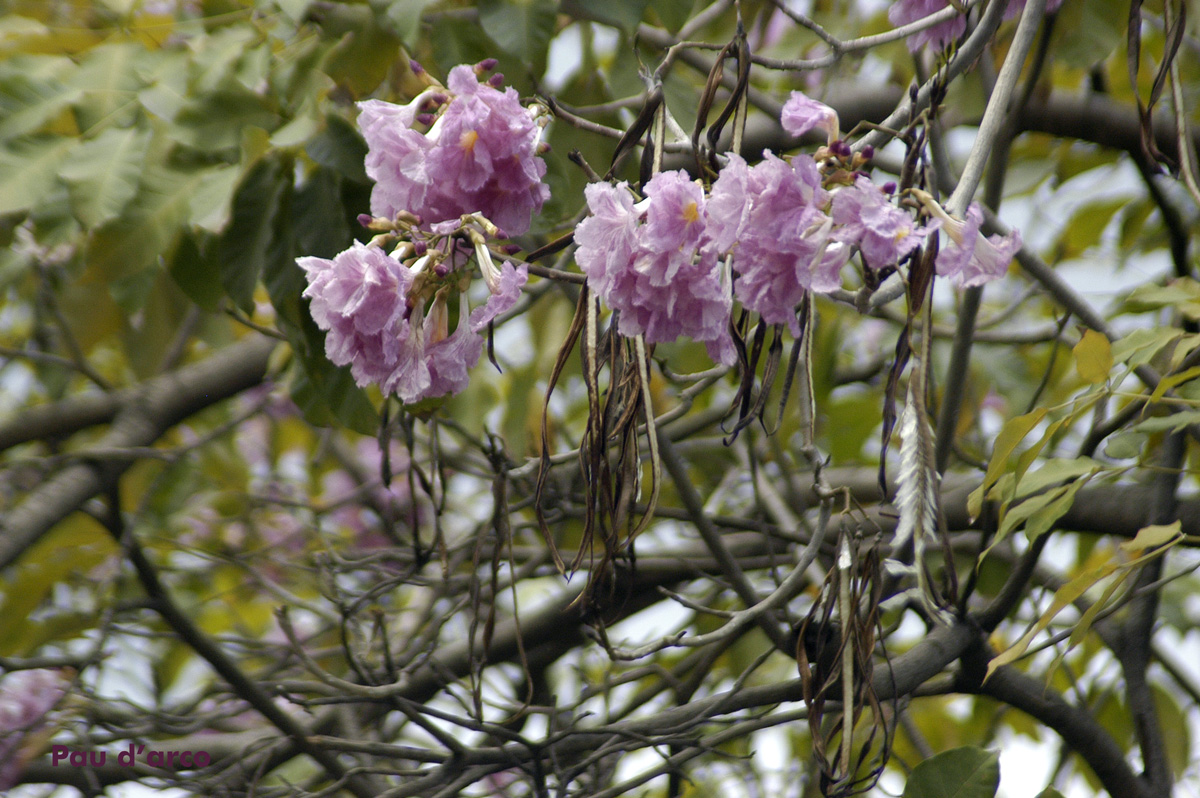
Inflorescência e vagem com sementes

Como os demais ipês, é uma árvore ornamental, cuja floração ocorre na estação seca (maio-agosto), época em que perde todas as folhas. A inflorescência é um panículo terminal, as flores que vão do rosa ao lilás duram poucos dias e fornecem alimento para insetos como abelhas, que são importantes polinizadores, destacando o vespão mamangava, aves, entre as quais os colibris e mesmo macacos.
Os frutos são cápsulas septicidas grossas em uma vagem deiscente. As sementes membranáceas são dispersas por anemocoria (pelo vento).

## Valor econômico

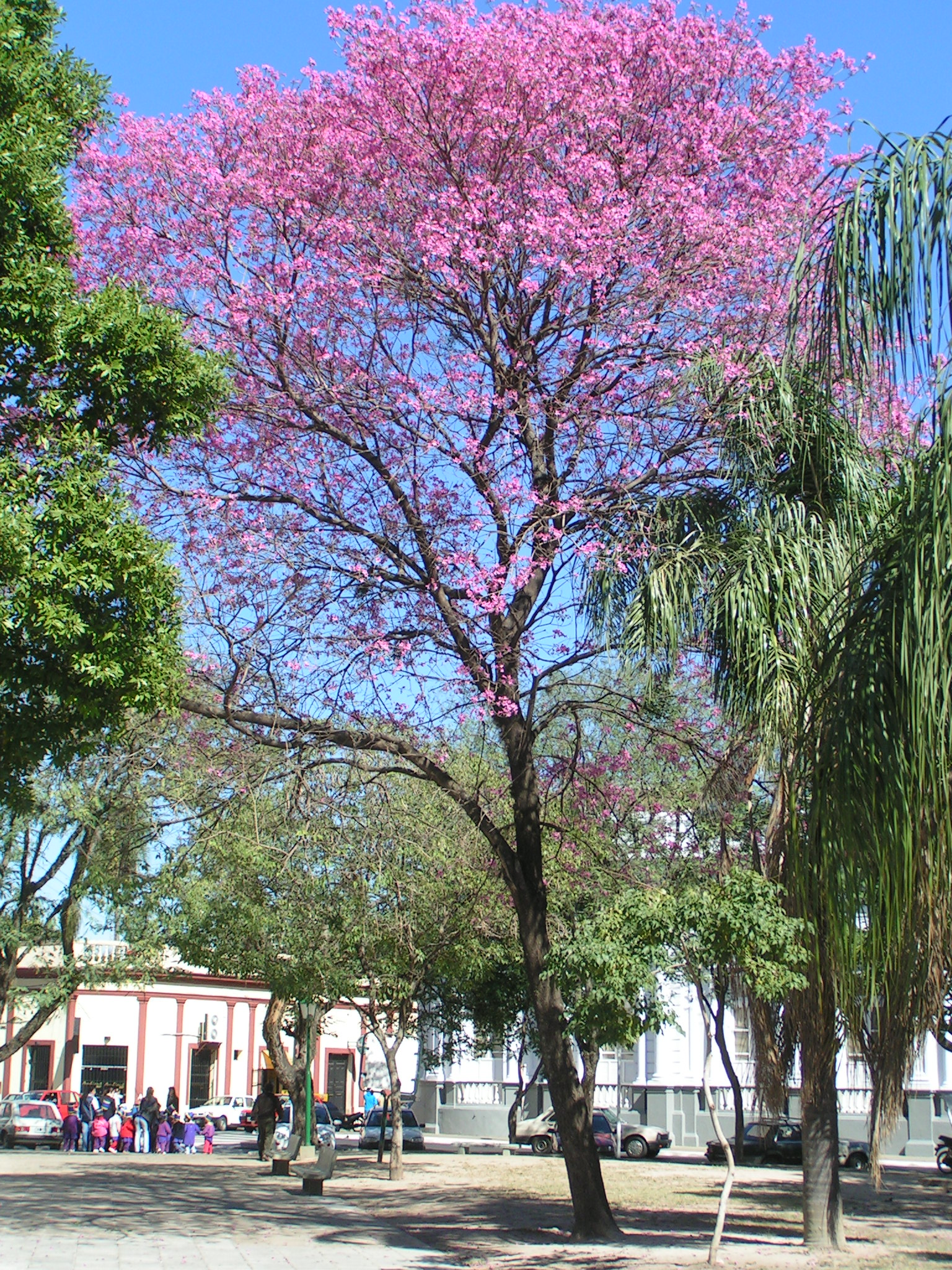
Em arborização urbana na Argentina

A árvore é muito usada em arborização urbana no sudeste e centro-oeste do Brasil.
A madeira apresenta boa durabilidade e resistência contra organismos que dela se alimentam (xilófagos), sendo difícil de serrar ou pregar.É utilizada na construção civil, em currais, acabamentos internos, instrumentos musicais e bolas de boliche.
Da casca são extraídos os ácidos tânicos e lapáchico, sais alcalinos e corante que é usado para tingir algodão e seda.

### Uso medicinal

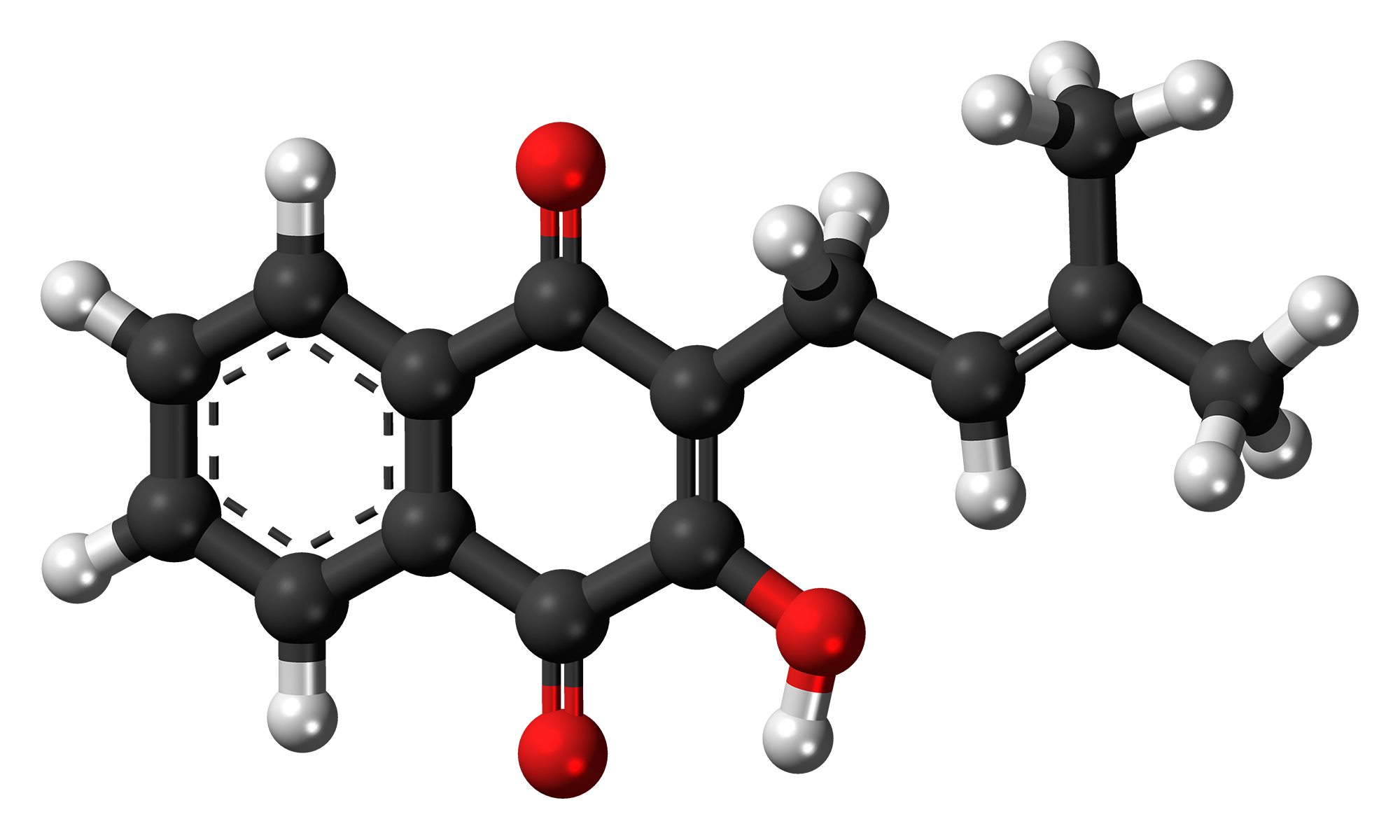
Lapachol, um composto natural fenólico isolado do córtex de diversas espécies do gênero Handroanthus (em espanhol Lapacho), especialmente H. impetiginosus

O pau d'arco ou ipê-roxo é uma planta incorporada à farmacopeia de dezenas de tribos sul-americanas e andinas há milhares de anos. Ipê inclusive é uma palavra de origem tupi, que significa ‘árvore cascuda’, da sua utilização indígena inclusive sobreveio o nome "pau d'arco", de seu uso para fabricação desta arma, o arco e flecha. Guilherme Piso (1611–1678) se refere ao pau'arco (de flores amarelas) também com o termo "queraíba" informando que de sua casca esmagada e cozida se extrai "um óleo eficacíssimo para curar feridas e úlceras antigas nas pernas e em outras partes".
Um de seus nomes na América andina é "tahebo", conhecida por médicos do Império Inca, descendentes entre os quais a notável tribo dos curandeiros kallawayas, cuja cultura foi declarada pela Unesco como Patrimônio Oral e Imaterial da Humanidade, no ano 2003. Na Farmacopeia Kallawaya (Callawya) compilada por Enrique Oblitas Poblete, o pau d'arco chama-se Tajibo, Tayu (Lapacho, Bignonia longissima) "usan en maceracion y en mate para la arterioesclerosis, diabetes, ulceras cancerosas e com miel de abejas p manter el hombre sano y fuerte"(p.338).
Sua utilização popular no Brasil envolve o uso para banho, chás das folhas, o decocto da entrecasca (caule e cascas) e garrafadas com indicações que incluem gripes, bronquite, sinusite, impetigo, úlceras sifilíticas e blenorrágicas, tratamento local de cervicite e cervico-vaginite, controle da anemia (antianêmica), cistite (diurético), "sangue grosso", calmante, alívio das inflamações de ouvido, dor no corpo (antirreumática), picada de cobra, afta, gastrite, verminoses, diarreia e câncer (leucemia, tumores).
Balbach refere-se ao uso das folhas de uma espécie conhecida como ipê-batata ou braco (T. leucantha) como eupéptico, diurético, depurativo e útil na litíase vesical. Do ipê-roxo (T. impetiginosa) se usa a casca em decoção contra inflamações artríticas, impinges, sarna, catarro da uretra, leucorreia (também em banhos e lavagens vaginais).
O ipê-roxo também é usado como recurso medicinal no estado do Mato Grosso para tratamento de diabetes mellitus.
Entre os efeitos com maior comprovação estão suas atividades antioxidante, antibiótica, bactericida, antiviral, antifúngica e cicatrizante.
Apesar da discutível ação antineoplásica, ou atividade antineoplásica e teratogênica, o ipê-roxo é muito usado em medicina popular no combate de câncer e inflamações, além das propriedades citadas e do poder de inibir o crescimento de tumores malignos e, ao mesmo tempo, reduzir a dor. O extrato da entrecasca e cerne do lenho contém uma substância amarela da classe das naftoquinonas, estruturalmente relacionada com a vitamina K, conhecida como lapachol entre outras naftoquinonas e antraquinonas presentes.
Testes da bioatividade do extrato de pau d'arco e do lapachol indicam sua ação como um antagonista da vitamina K (especialmente a vitamina K1) possivelmente inibindo alterações na coagulação e problemas tromboembólicos induzidos por algumas formas de neoplasia. Lübeck, porém, ressalta a importância do efeito sinérgico ou interação complexa das diversas substâncias contidas na planta em relação às distintas manifestações da doença (p.33-34), destaca, sua atuação de estimulação do sistema imunológico (p.35), seu efeito analgésico da dor oncológica (p.38; p.66).